# Gabinetto delle stampe e dei disegni
Il gabinetto delle stampe e dei disegni (Cabinet des estampes et des dessins) è un museo di Strasburgo nel dipartimento del Basso Reno in Francia. È dedicato alle incisioni (stampe) e ai disegni, ma anche a sculture in legno e litografie, che coprono un periodo di cinque secoli, dal XIV secolo al XIX. Le arti grafiche, a partire dal 1870, sono esposte nel Musée d'art moderne et contemporain. P. Jean-Baptiste Bradel è uno dei tanti artisti le cui opere sono esposte.
La collezione, che ora conta più di 200 000 pezzi, venne fondata, nel 1890, da Wilhelm von Bode nel corso della sua riorganizzazione delle collezioni d'arte cittadine.